# Five Nations 1923
Die Ausgabe 1923 des jährlich ausgetragenen Rugby-Union-Turniers Five Nations (seit 2000 Six Nations) fand vom 20. Januar bis zum 14. April statt. Turniersieger wurde England, das mit Siegen gegen alle anderen Teilnehmer zum vierten Mal den Grand Slam schaffte, mit Siegen gegen alle britischen Mannschaften auch die Triple Crown.

## Teilnehmer
| Land       | Stadion                                   | Stadt              | Kapitän                                  |
| ---------- | ----------------------------------------- | ------------------ | ---------------------------------------- |
| England    | Welford Road Stadium / Twickenham Stadium | Leicester / London | Dave Davies                              |
| Frankreich | Stade de Colombes                         | Colombes           | René Crabos / René Lasserre              |
| Irland     | Lansdowne Road                            | Dublin             | John Thompson                            |
| Schottland | Inverleith                                | Edinburgh          | Leslie Gracie                            |
| Wales      | Cardiff Arms Park / St Helen’s            | Cardiff / Swansea  | Clem Lewis / Tom Parker / Albert Jenkins |

## Tabelle
|    | Land       | Spiele | Siege | Unent. | Ndlg. | Spiel- punkte | Diff. | Tabellen- punkte |
| -- | ---------- | ------ | ----- | ------ | ----- | ------------- | ----- | ---------------- |
| 1. | England    | 4      | 4     | 0      | 0     | 50:17         | + 33  | 8                |
| 2. | Schottland | 4      | 3     | 0      | 1     | 46:22         | + 24  | 6                |
| 3. | Wales      | 4      | 1     | 0      | 3     | 31:31         | ± 0   | 2                |
| 3. | Frankreich | 4      | 1     | 0      | 3     | 28:52         | − 24  | 2                |
| 3. | Irland     | 4      | 1     | 0      | 3     | 21:54         | − 33  | 2                |

## Ergebnisse
| 20. Januar 1923 | Schottland                                                   | 16 : 3        | Frankreich          | Inverleith, Edinburgh Zuschauer: 45.000 Schiedsrichter: Tommy Vile (Wales) |
| 20. Januar 1923 | Versuche: Bryce Liddell McLaren (2) Erhöhungen: Drysdale (2) | (5:0) Bericht | Straftritte: Béguet | Inverleith, Edinburgh Zuschauer: 45.000 Schiedsrichter: Tommy Vile (Wales) |

| 20. Januar 1923 | England                              | 7 : 3         | Wales             | Twickenham Stadium, London Schiedsrichter: Jock Scott (Schottland) |
| 20. Januar 1923 | Versuche: Price Dropgoals: Smallwood | (3:0) Bericht | Versuche: Michael | Twickenham Stadium, London Schiedsrichter: Jock Scott (Schottland) |

| 3. Februar 1923 | Wales                                                    | 8 : 11        | Schottland                                           | Cardiff Arms Park, Cardiff Zuschauer: 40.000 Schiedsrichter: James Baxter (England) |
| 3. Februar 1923 | Versuche: Lewis Erhöhungen: Jenkins Straftritte: Jenkins | (3:0) Bericht | Versuche: Gracie Liddell Stuart Erhöhungen: Drysdale | Cardiff Arms Park, Cardiff Zuschauer: 40.000 Schiedsrichter: James Baxter (England) |

| 10. Februar 1923 | England                                                                               | 23 : 5         | Irland                                    | Welford Road Stadium, Leicester Zuschauer: 20.000 Schiedsrichter: Tommy Vile (Wales) |
| 10. Februar 1923 | Versuche: Corbett Lowe Price Smallwood Voyce Erhöhungen: Conway (2) Dropgoals: Davies | (15:0) Bericht | Versuche: McClelland Erhöhungen: Crawford | Welford Road Stadium, Leicester Zuschauer: 20.000 Schiedsrichter: Tommy Vile (Wales) |

| 24. Februar 1923 | Wales                                                                | 16 : 8        | Frankreich                                    | St Helen’s, Swansea Zuschauer: 40.000 Schiedsrichter: J. B. McGowan (Irland) |
| 24. Februar 1923 | Versuche: Baker Harding Thomas Erhöhungen: Jenkins Straftritte: Rees | (5:3) Bericht | Versuche: Lalande Lasserre Erhöhungen: Béguet | St Helen’s, Swansea Zuschauer: 40.000 Schiedsrichter: J. B. McGowan (Irland) |

| 24. Februar 1923 | Irland           | 3 : 13        | Schottland                                                  | Lansdowne Road, Dublin Schiedsrichter: Tommy Vile (Wales) |
| 24. Februar 1923 | Versuche: Cussen | (3:8) Bericht | Versuche: Browning Liddell McQueen Erhöhungen: Browning (2) | Lansdowne Road, Dublin Schiedsrichter: Tommy Vile (Wales) |

| 10. März 1923 | Irland                                | 5 : 4         | Wales             | Lansdowne Road, Dublin Schiedsrichter: Jim Tennent (Schottland) |
| 10. März 1923 | Versuche: Cussen Erhöhungen: Crawford | (5:4) Bericht | Dropgoals: Powell | Lansdowne Road, Dublin Schiedsrichter: Jim Tennent (Schottland) |

| 17. März 1923 | Schottland               | 6 : 8         | England                                          | Inverleith, Edinburgh Zuschauer: 30.000 Schiedsrichter: Tommy Vile (Wales) |
| 17. März 1923 | Versuche: Gracie McLaren | (3:3) Bericht | Versuche: Smallwood Voyce Erhöhungen: Luddington | Inverleith, Edinburgh Zuschauer: 30.000 Schiedsrichter: Tommy Vile (Wales) |

| 2. April 1923 | Frankreich          | 3 : 12        | England                                                             | Stade de Colombes, Colombes Zuschauer: 35.000 Schiedsrichter: Albert Freethy (Wales) |
| 2. April 1923 | Straftritte: Béguet | (3:3) Bericht | Versuche: Conway Wakefield Erhöhungen: Luddington Dropgoals: Davies | Stade de Colombes, Colombes Zuschauer: 35.000 Schiedsrichter: Albert Freethy (Wales) |

| 14. April 1923 | Frankreich                                              | 14 : 8        | Irland                                            | Stade de Colombes, Colombes Zuschauer: 20.000 Schiedsrichter: Percy Royds (England) |
| 14. April 1923 | Versuche: Béguet Jauréguy (2) Moureu Erhöhungen: Béguet | (6:5) Bericht | Versuche: Douglas McClelland Erhöhungen: Crawford | Stade de Colombes, Colombes Zuschauer: 20.000 Schiedsrichter: Percy Royds (England) |